# 今川義忠
今川 義忠（いまがわ よしただ）は室町時代から戦国時代の武将、守護大名。駿河国守護。駿河今川家第8代当主。今川義元の祖父にあたる。

## 生涯

### 家督相続まで
嘉吉3年（1441年）、嘉吉の乱に際して父・範忠の名代として1,000騎を率いて尾張国まで出陣している。
康正2年（1454年）の享徳の乱では、室町幕府より鎌倉公方・足利成氏討伐を命じられた父の名代として出陣した。鎌倉を攻略した功により、第8代将軍・足利義政から感状を受けた。なお元服して将軍・義政の偏諱（「義」の字）を受け義忠（「忠」は父・範忠の1字）と名乗ったのは、この前後と思われる。
そして寛正2年（1461年）に父の危篤を受けて駿河守護職を継承。家督を継承した義忠は、将軍・義政よりその庶兄である堀越公方・足利政知への援助を申し受けている。また、寛正6年（1466年）には甲斐国の武田信昌と共に鎌倉から古河へ移った成氏の討伐を命じられている。

### 遠江今川氏の苦境
今川氏は、かつて今川了俊の挙げた功により、本拠の駿河国以外に遠江国の守護職を一門で保持していたが、応永26年（1419年）以降の遠江守護職は斯波氏となっていた。
しかも、遠江今川氏の今川範将（了俊の曾孫）は、長禄3年（1459年）に自ら中核となって引き起こした「中遠一揆」を守護方に鎮圧された上に、その死後には堀越（現袋井市堀越）などの所領さえも守護代の狩野宮内少輔に奪われたばかりか、寛正6年（1465年）7月26日には、その所領の代官認可まで幕府から得た守護代に正当化されてしまっている。おかげで了俊以来の見付城（現磐田市見付）から追い出された今川貞延（範将の子、了俊の玄孫）を駿河で庇護したという経過から、今川氏と斯波氏との対立が深まっていた。

### 応仁の乱と遠州出征
応仁元年（1467年）に応仁の乱が起こる。同2年（1468年）、上洛した。山名宗全からの西軍への勧誘の動きもあったが、そもそも将軍警固のために上洛したことを理由に東軍が占拠している花の御所へ入り、そのまま東軍へ属した。西軍であった遠江守護の斯波義廉との、かねてからの対立関係から東軍に属したと考えられている。
この上洛中に、伊勢新九郎（北条早雲）の姉妹である北川殿と結婚したと考えられている。長年の通説では、新九郎は素浪人であり、北川殿は側室とされていた。しかし、近年の研究で新九郎は幕府政所執事の名門伊勢氏の一族で備中伊勢氏の幕臣伊勢盛時であるとする説が有力である。上洛中に義忠は政所執事・伊勢貞親をしばしば訪ねており、貞親の義弟（妹の夫）で盛時と北川殿の父・盛定が今川家との申次衆を務めていた。その縁で北川殿が義忠に嫁いだと考えられ、家柄の釣合から正室と考えるのが妥当であるとする説が有力となっている。北川殿との間には文明5年（1473年）に嫡子・龍王丸（後の氏親）が生まれている。
応仁2年（1468年）、細川勝元からの要請を請け、東海道にある斯波義廉の分国であった遠江国を撹乱すべく駿河へ帰国した義忠は、積極的に遠江への進出を図り、斯波氏や在地の国人と戦った。
文明5年（1473年）、美濃国守護代格・斎藤妙椿から攻撃された東軍の三河国守護・細川成之を支援するため、将軍の命により三河へも出陣している。ところが兵糧用として将軍から預けられた所領を巡って、同じ東軍の尾張国守護・斯波義良（乱発生後、西軍方の斯波義廉に替わって遠江守護に任じられていた）と対立する。さらに、三河の吉良義真の被官となっていた遠江の国人・巨海氏、狩野氏とも対立し、義忠は同じ吉良氏の被官である飯尾長連の支援を受けてこれら国人を滅ぼしてしまった。これにより、同じ東軍であるはずの斯波義良、細川成之とも敵対することになった。
文明7年（1475年）義廉の重臣・甲斐敏光を西軍から寝返らせた東軍は、甲斐を遠江守護代として任じた。これにより同じ東軍ながら、遠江から（義良・義廉を問わず）斯波氏勢力を締め出したい野心を抱く義忠と甲斐氏の関係が悪化し、遠江の情勢は混沌とする。甲斐と斯波義良は遠江へ下向し軍事的に圧力を強め、義忠もまた遠江へ出陣して斯波義良方の国人と戦った。
文明8年（1476年）、義忠から背いて斯波義良に通じ、見付城を修復し抵抗の構えを見せた遠江の国人・横地四郎兵衛と勝間田修理亮を討伐すべく、500騎を率いて出陣。勝間田城と金寿城（横地城：横地氏の拠点）を囲み、両人を討ったものの、その帰途の夜、遠江塩買坂（現在の静岡県菊川市）にて横地氏と勝間田氏の残党による一揆に不意を襲われた。馬上から指揮する義忠だったが、流れ矢に当たって討ち死した。なお塩買坂は金寿城から駿府へ戻る経路とは反対方向にあり、金寿城で敗走した義忠が、坂の南にあった今川氏方の新野城に落ち延びる途中で討たれた可能性を指摘する説もある。なお、義忠の忌日には諸説あるが、『太田道灌状』に道灌が（小鹿範満に加担するため）駿河に出陣したのが3月と記されているため、『今川記』に記載の2月19日が忌日とみられる。

### 死後
『今川記』などでは、横地・勝間田の両名をあたかも幕府に背いた謀叛人であるかのように記している。しかし、両名が内通した斯波義良は幕府から任じられた守護であるから、横地・勝間田の行動は幕府・守護の指示に従ったにすぎず、むしろ攻撃して討たれた義忠の方が幕府に反抗した形である。
義忠の不慮の死により、僅か4歳の龍王丸（のちの氏親）が残されたが、義忠の行為によって龍王丸は幼少といえども生母である北川殿ともども反逆者の家族として討たれる可能性が生じた。このため今川氏では、義忠の従弟の小鹿範満が家督継承を主張して龍王丸派と範満派に分かれて内紛状態となり、享徳の乱では幕府（東軍）と協力関係にあった扇谷上杉家の上杉定正が範満の縁者（定正と範満の父が従兄弟）として家宰太田道灌を、堀越公方足利政知が執事の上杉政憲をそれぞれ駿河に派遣して介入する事態となった。この時、範満や道灌は龍王丸を討つことも考慮していたとみられている。
幕府は今川氏嫡流である龍王丸の討伐までは考えていなかったものの、義忠死去の経緯から幕府が龍王丸の保護に乗り出す必要が生じていた。そのため、今川氏の内紛を調停（実際は龍王丸の保護）するために、長年駿河・遠江の問題に関わってきた伊勢盛定の息子で北川殿の兄弟であった幕府申次衆の伊勢盛時が駿河へ下向している。このことが盛時と今川氏との絆を強め、後の盛時の関東進出と後北条氏誕生の契機になる。
なお、当時の遠江国には御一家衆で今川氏にとっては宗家筋にあたる三河吉良氏の所領（浜松荘など）があり、吉良氏は同じ一族である今川氏と斯波氏の争いに対しては中立を保とうとしたが、被官のうち巨海氏と狩野氏は義忠に抵抗して滅ぼされ、飯尾氏は義忠に呼応して当主の飯尾長連は義忠と共に戦死してしまった（『宗長日記』）ため、遠江の吉良氏家臣団は斯波派と今川派に分裂し、その後の遠江を巡る今川氏と斯波氏の争いが継続される一因となった。

## 偏諱を与えた人物
- 伊達忠宗（藤四郎）[3]